# Марін II (герцог Гаетанський)
Марін II (†984), герцог Гаетанський (964—984), син герцога Доцибіла II та його дружини неаполітанки Оранії, внук Іоанна I.
Після смерті батька отримав Форлі та титул герцога. Спадкував престол після смерті брата Григорія. Вважається засновником сім'ї Каетані.
Маріну спадкував його син Іоанн.